# America (musikalbum)
America är folk rockbandet Americas debutalbum, släppt 1971.

## Låtlista
| 1. | Riverside            | America | 3:03 |
| 2. | Sandman              | Bunnel  | 5:08 |
| 3. | Three Roses          | Bunnel  | 3:54 |
| 4. | Children             | America | 3:07 |
| 5. | A Horse with No Name | Bunnel  | 4:10 |
| 6. | Here                 | Beckley | 5:30 |

| 7.           | I Need You           | Beckley      | 3:05  |
| 8.           | Rainy Day            | Peek         | 2:55  |
| 9.           | Never Found the Time | Peek         | 3:50  |
| 10.          | Clarice              | Beckley      | 4:01  |
| 11.          | Donkey Jaw           | Bunnel       | 5:17  |
| 12.          | Pigeon Song          | Bunnel       | 2:18  |
| Total längd: | Total längd:         | Total längd: | 46:14 |